# Darıca
Darıca là một huyện của thành phố Kocaeli của Thổ Nhĩ Kỳ. Huyện Darıca có dân số 140.302 người theo điều tra dân số năm 2009.